# Удобная
Удобная — станица в Отрадненском районе Краснодарского края. Административный центр Удобненского сельского поселения.
Такое название станице дано из-за её удобного физико-географического положения.

## География
Станица расположена на правом берегу реки Уруп (приток Кубани), в 25 км на юг от райцентра станицы Отрадная. Является самой восточной станицей Краснодарского края.

## История
Станица Удобная была основана в 1858 году.
Входила в Баталпашинский отдел Кубанской области.
С 1934 по 1953 годы была административным центром Удобненского района, который был выделен из, а затем опять присоединён к Отрадненскому району. Во время Великой Отечественной войны станица была оккупирована с 11 августа 1942 года по 22 января 1943 года.

## Население
| 1897  | 1913    | 1915    | 1939  | 1959  | 1979  | 2002  |
| ----- | ------- | ------- | ----- | ----- | ----- | ----- |
| 6610  | ↗10 977 | ↗11 947 | ↘6679 | ↗7050 | ↘5630 | ↘5449 |
| 2010  | 2021    |         |       |       |       |       |
| ↘5314 | ↘5232   |         |       |       |       |       |

Национальный состав
По переписи 2002 года бо́льшая часть населения станицы русские (96,1 %). Ещё по 1 проценту станицу заселяли украинцы и армяне.

## Религия

### Русская Православная Церковь
- Приход Успения Божией Матери.